# Oulens-sur-Lucens
Pour les articles homonymes, voir Oulens.
Oulens-sur-Lucens est une localité et une ancienne commune suisse du canton de Vaud, située dans le district de la Broye-Vully.

## Histoire
Oulens-sur-Lucens est cité sous le nom d'Olens vers 1403/1409. Au Moyen Âge, Oulens fait partie du territoire de Lucens. Sous le régime bernois (1536-1798), le village est rattaché au bailliage de Moudon, dans la châtellenie de Lucens ; il passe ensuite dans le district de Moudon (1798-2006). Au spirituel, Oulens a toujours relevé de la paroisse de Curtilles. Un ancien moulin se trouve sur la Cerjaulaz. Le tabac est cultivé à partir du XVIIIe siècle ; la dîme du tabac est attestée jusqu'en 1798. Une Société de laiterie est fondée en 1883. On compte quatre exploitations agricoles en 2000. Le secteur primaire fournit 67 % des emplois en 2005. Oulens connaît un développement résidentiel.
Le 1er juillet 2011, Oulens-sur-Lucens a fusionné avec la commune de Lucens.

## Géographie
Sur la rive gauche de la Broye, la commune comprenait le village d'Oulens et le hameau de La Crause.

## Démographie
Oulens-sur-Lucens comptait 55 habitants en 1764, 100 en 1850, 96 en 1900, 79 en 1950, 37 en 1980 et 52 en 2000.